# Kaschtanowo (Kaliningrad)
Kaschtanowo (russisch Каштаново, deutsch Almenhausen, Kreis Preußisch Eylau, und Neu Waldeck) ist der gemeinsame Name zweier ehemals eigenständiger Orte in der russischen Oblast Kaliningrad (Gebiet Königsberg (Preußen)) innerhalb der Domnowskoje selskoje posselenije (Landgemeinde Domnowo (Domnau)) im Rajon Prawdinsk (Kreis Friedland (Ostpr.)).

## Geographische Lage
Das Dorf liegt in der historischen Region Ostpreußen,  etwa 16 Kilometer nordöstlich der früheren Kreisstadt Preußisch Eylau (heute russisch: Bagrationowsk) und 17 Kilometer nordwestlich der jetzigen Rajonshauptstadt Prawdinsk (Friedland). 

## Geschichte

Almenhausen, nordöstlich von Preußisch Eylau und nordwestlich der Stadt Friedland, auf einer Landkarte von 1910

Almenhausen wurde im Jahre 1365 als Bauern- und Kirchdorf auf Waldland gegründet. Es gehörte zum Kammeramt Domnau (heute russisch: Domnowo) der Komturei Brandenburg (Uschakowo). Bereits 1468 wurde es an einen Söldnerführer verpfändet, dann seit 1474 an Peter von Kobersehe (Kobersee). Bis 1540 war es dann im Besitz der Familie von Kobersehe, ab 1573 gehörte es der Familie von Pröck, später den von Glaubitz und von 1659 bis 1820 den Freiherren von Kittlitz auf Groß Waldeck (Ossokino). Im Jahre 1710 herrschte die Pest im Dorf mit verheerenden Folgen.
Im Jahr 1782 war Almenhausen ein adliges Dorf mit einer Mutterkirche und 24 Feuerstellen (Haushaltungen). 23 Feuerstellen bei 199 Einwohnern zählte Almenhausen im Jahre 1820. Am 7. Mai 1874 wurde die Landgemeinde in den neu errichteten Amtsbezirk Abschwangen (russisch: Tischino) eingegliedert, der bis 1945 zum Landkreis Preußisch Eylau im Regierungsbezirk Königsberg der preußischen Provinz Ostpreußen des Deutschen Reichs gehörte. Im Jahre 1910 lebten in Almenhausen 207 Einwohner. 
Im Ersten Weltkrieg wurde Almenhausen am 29. August 1914 von russischen Truppen als Vergeltungsaktion fast vollkommen durch Feuer zerstört. Von 84 Gebäuden aller Art blieben nur elf stehen. Neun Männer wurden erschossen (Bauern Prang und Stadie sowie der Knecht Wilhelm Marienberg aus dem Dorf sowie sechs hier anwesende Flüchtlinge). Der Wiederaufbau begann 1915 und zog sich bis 1919 hin, hauptsächlich von russischen Kriegsgefangenen ausgeführt.
Am 1. April 1927 hatte der benachbarte Gutsbezirk Neu Waldeck eine Flächengröße von 242 ha, 86 ar und 2 m², und am 16. Juni 1925 hatte der Gutsbezirk 107 Einwohner.  Zum 30. September 1928 wurde der bisher selbständige Gutsbezirk Neu Waldeck nach Almenhausen eingemeindet. Die Einwohnerzahlen belief sich 1933 auf 335 und 1939 auf 297, in die auch die der übrigen Ortsteile Freudenthal und Hinterwalde eingeschlossen waren.
An die Gutsherrschaft in Groß Waldeck (russisch: Ossokino) hatten die Bauern im Jahre 1820 im Rahmen der Regulierung der bäuerlichen und gutsherrlichen Verhältnisse 914 Morgen Land abtreten müssen. Das neue Gutsland lag etwas abgelegen hinter Almenhausen. Dort wurde ein neues Vorwerk errichtet, das ab 1830 den Namen „Neu Waldeck“ trug. Hier standen 1846 drei Wohngebäude für 65 Einwohner. Wohl im Jahre 1888 wurde Neu Waldeck von der damaligen Gutsbesitzerin auf Groß Waldeck, Elisabeth von Stutterheim an ihren Sohn Ernst von Stutterheim als selbständiges Gut mit etwa 250 Hektar vermacht. 1907 war Hans Hencke der Besitzer. 1910 zählte der Gutsort 65 Einwohner. Eigentümer waren 1920 Otto Walter und 1932 wohl dessen Sohn Heinz Walter.
Am 30. September 1928 wurde der Gutsbezirk Neu Waldeck aufgelöst und in die Landgemeinde Almenhausen integriert.
Gegen Ende des  Zweiten Weltkrieges wurde die Region von der Roten Armee besetzt.
Nach Beendigung der Kampfhandlungen wurde das nördliche Ostpreußen und somit auch Almenhausen mit Neu Waldeck im Frühjahr 1945 von der Sowjetunion besatzungsrechtlich in eigene Verwaltung genommen. Beide Orte erhielten im Jahr 1950 den gemeinsamen Namen „Kaschtanowo“ und waren bis zum Jahr 2009 in den Domnowski sowjet (Dorfsowjet Domnowo (Domnau)) eingegliedert. Seit 2009 wird nur noch ein Ort mit Namen Kaschtanowo geführt, der aufgrund einer Struktur- und Verwaltungsreform eine als „Siedlung“ (russisch: possjolok) eingestufte Ortschaft innerhalb der Domnowskoje selskoje posselenije (Landgemeinde Domnowo) im Rajon Prawdinsk ist.

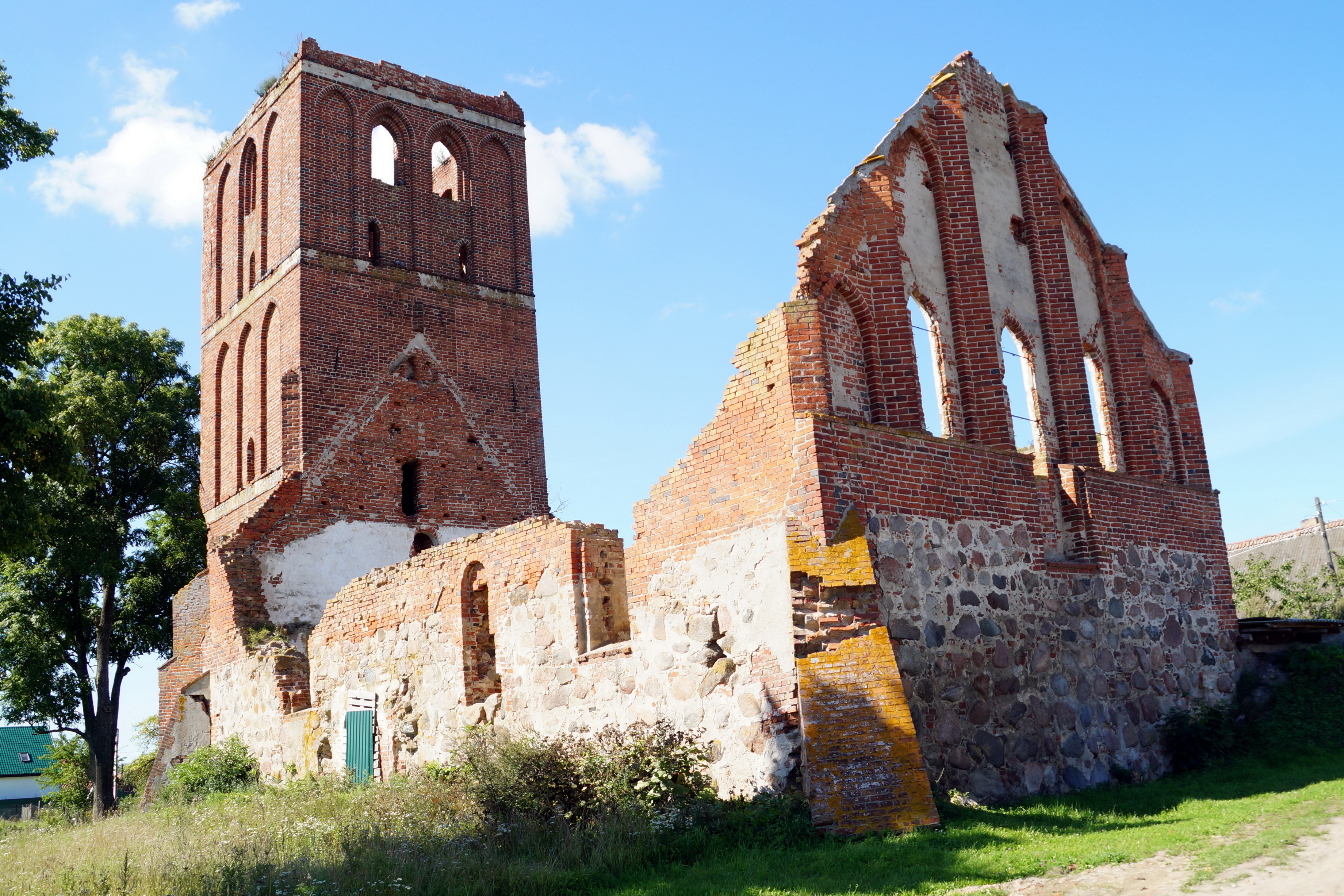
Ruine der früheren Kirche von Almenhausen

## Verkehr
Der Ort liegt an der russischen Fernstraße A 196 (ehemalige deutsche Reichsstraße 131). Von Kaschtanowo (ehemals Almenhausen) bis nach Kaschtanowo (ehemals Neu Waldeck) sind es nur 500 Meter. 
Neu Waldeck war bis 1945 Bahnstation an der Bahnstrecke von Königsberg (Kaliningrad) nach Angerburg (Węgorzewo), die nicht wieder in Betrieb genommen worden ist.

## Kirche

### Bis 1945
Die frühere Evangelische Pfarrkirche wurde nach 1365 errichtet und gehörte zum Augustiner-Eremitenkloster Patollen, seit der Reformation war sie evangelisch. 1945 war sie unbeschädigt, die Inneneinrichtung wurde damals allerdings vernichtet; heute zerfällt sie.
(siehe hierzu den Hauptartikel Kirchspiel Almenhausen / Abschwangen)
In der Zeit der sowjetischen Verwaltung kam das kirchliche Leben zum Erliegen. Erst in den 1990er Jahren bildeten sich in der russischen Oblast Kaliningrad neue evangelische Gemeinden, darunter die Tischino am nächste gelegenen in Gwardeiskoje (Mühlhausen) und Domnowo (Domnau). Sie sind Filialgemeinden der Auferstehungskirche in Kaliningrad (Königsberg) innerhalb der Propstei Kaliningrad der Evangelisch-lutherischen Kirche Europäisches Russland (ELKER).